# San Clemente (Castille-La Manche)
Pour les articles homonymes, voir San Clemente.
San Clemente est une commune d'Espagne, dans la province de Cuenca, communauté autonome de Castille-La Manche.